# Johannes Georg Bednorz
Johannes Georg Bednorz (Neuenkirchen, 16 de mayo de 1950) es un físico alemán laureado con el Premio Nobel de Física en 1987 junto a Karl Alexander Müller por el descubrimiento conjunto en el campo de la superconductividad de materiales cerámicos.
El descubrimiento de la superconductividad a alta temperatura por Georg Bednorz y K. Alexander Müller en 1986 sigue siendo uno de los avances más importantes en la física de la materia condensada. Ha tenido un profundo efecto tanto en la comprensión científica como en la innovación tecnológica, estimulando la investigación de nuevos materiales y creando posibilidades para sistemas energéticos, transporte, medicina y computación. Aunque todavía existen desafíos, la exploración continua de la superconductividad a alta temperatura promete avances significativos en muchas industrias, convirtiéndola en una de las fronteras más emocionantes de la ciencia y la tecnología moderna.

## Datos biográficos
Bednorz nació en Neuenkirchen, Renania del Norte-Westfalia, Alemania, hijo del maestro de escuela primaria Anton y de la maestra de piano Elisabeth Bednorz, siendo el menor de cuatro hermanos. Sus padres eran ambos de Silesia en Europa Central, pero se vieron obligados a trasladarse hacia el oeste en medio de las turbulencias de la Segunda Guerra Mundial.
Cuando era niño, sus padres intentaron que se interesara por la música clásica, pero él estaba más inclinado en la práctica, prefiriendo trabajar en motocicletas y automóviles. (Aunque en su adolescencia  aprendió a tocar el violín y la trompeta). En la escuela secundaria desarrolló un interés en las ciencias naturales, enfocándose en la química, la cual pudo aprender de manera práctica a través de experimentos.
En 1968, Bednorz se matriculó en la Universidad de Münster para estudiar química. Sin embargo, pronto se sintió perdido en el gran número de estudiantes y optó por cambiar al tema mucho menos popular de la cristalografía, un subcampo de la mineralogía en la interfaz de la química y la física. En 1972, sus profesores Wolfgang Hoffmann y Horst Böhm organizaron que pasara el verano en el Research Laboratory de IBM en Zúrich como estudiante visitante. La experiencia aquí daría forma a su carrera futura: no solo conoció a su colaborador posterior K. Alex Müller, el jefe del departamento de física, pero también experimentó la atmósfera de creatividad y libertad cultivada en el laboratorio de IBM, que él atribuye como una fuerte influencia en su forma de conducir la ciencia.
Después de otra visita en 1973, vino a Zúrich en 1974 durante seis meses para hacer la parte experimental de su trabajo de diploma. Aquí cultivó cristales de SrTiO3, un material cerámico perteneciente a la familia de las perovskitas. Müller, interesado en las perovskitas, lo instó a continuar su investigación y, después de obtener su maestría en Münster en 1977, Bednorz comenzó un doctorado en el Instituto Federal Suizo de Tecnología (ETH, la Escuela Politécnica Federal de Zúrich) bajo la supervisión de Heini Gränicher y Alex Müller. En 1978, su futura esposa, Mechthild Wennemer, a quien había conocido en Münster, lo siguió a Zúrich para comenzar su propio doctorado.
En 1982, tras obtener su doctorado, se incorporó al laboratorio de IBM. Allí, se unió a la investigación en curso de Müller sobre superconductividad. En 1983, Bednorz y Müller comenzaron un estudio sistemático de las propiedades eléctricas de las cerámicas formadas a partir de óxidos de metales de transición, y en 1986 lograron inducir superconductividad en un óxido de cobre bario y lantano (LaBaCuO, también conocido como LBCO). Del óxido de temperatura crítica (T c) fue de 35 K, un total de 12 K mayor que el registro anterior. Este descubrimiento estimuló una gran cantidad de investigación adicional en superconductividad de alta temperatura en materiales de cuprato con estructuras similares a LBCO, lo que pronto condujo al descubrimiento de compuestos como BSCCO (Bi2Sr2Can−1CunO2n+4+x) (de T c 107 K) e YBCO (material cerámico compuesto de óxidos de itrio bario y cobre) (de T c 92 K).

## Premio Nobel de Física
En 1987, Bednorz y Müller recibieron conjuntamente el Premio Nobel de Física "por su importante avance en el descubrimiento de la superconductividad en materiales cerámicos". En el mismo año Bednorz fue nombrado miembro (fellow) de IBM.

### Investigaciones posteriores
Después de las publicaciones y de la concesión del Premio Nobel, muchos científicos investigaron el fenómeno descubierto. Después de su trabajo de investigación en IBM, trabajó como consultor para aplicaciones de superconductores. Desde el avance de Bednorz y Müller se han investigado muchas nuevas mezclas de materiales y se han logrado temperaturas de transición cada vez más altas, de modo que Pronto habrá nitrógeno líquido más barato para enfriar el superconductor. De este modo se podría probar en la práctica la transmisión de energía sin pérdidas. Desde abril de 2014, en la ciudad de Essen funciona con éxito una línea superconductora de media tensión de 10 kV. El tema de futuras investigaciones son los motores y generadores superconductores, así como cojinetes magnéticos superconductores y almacenamiento de energía magnética en superconductor.

## Publicaciones seleccionadas
- Bednorz, Johannes Georg (ed) (1989). Earlier and Recent Aspects of Superconductivity Lectures from the International School, Erice, Trapani, Sicily, July 4-16, 1989. Springer Verlag. ISBN 978-3-642-84377-8.

## Galardones
En 1987, Bednorz fue nombrado IBM Fellow. En 1998 se convirtió en miembro de la American Physical Society, y en 2018 fue elegido miembro de la National Academy of Sciences (Academia Nacional de Ciencias) de EE. UU..
Las universidades de Salzburgo, Ratisbona, Tiflis y Katowice le han concedido doctorados honoris causa, y en 2018 la Westfälische Wilhelms-Universität Münster hizo lo propio.
Bednorz es ciudadano honorario de Emsdetten. En Neuenkirchen, su ciudad natal, la calle Georg-Bednorz-Straße lleva su nombre. En el distrito de San Arnoldo, el ayuntamiento ha hecho colocar una placa conmemorativa en la casa donde nació.

## Impacto del descubrimiento de la superconductividad de alta temperatura
El descubrimiento de la superconductividad a alta temperatura por Georg Bednorz y K. Alexander Müller en 1986 marcó un momento fundamental en el campo de la física y la ciencia de materiales, con profundas implicaciones tanto para la investigación científica como para la industria. 

### Impacto científico
La superconductividad a alta temperatura se refiere al fenómeno en el que ciertos materiales, cuando se enfrían por debajo de una temperatura crítica, muestran superconductividad—resistencia eléctrica cero— en temperaturas mucho más altas que los superconductores tradicionales. Antes del descubrimiento de Bednorz y Müller, la superconductividad solo se observaba en materiales a temperaturas cercanas al cero absoluto (por debajo de 30 K). El descubrimiento de superconductividad en materiales cerámicos como óxido de lantano, bario y cobre (LaBaCuO) a temperaturas tan altas como 35 K fue una revelación porque rompió los límites de lo que se pensaba posible.
Nuevo paradigma físico: Este descubrimiento revolucionó la comprensión de los mecanismos detrás de la superconductividad. Hasta entonces, el fenómeno se explicaba principalmente a través de la teoría BCS (teoría de Bardeen-Cooper-Schrieffer), que describía la superconductividad en términos de la formación de pares de electrones a temperaturas muy bajas. Los hallazgos de Bednorz y Müller abrieron nuevas avenidas de investigación en la superconductividad no convencional, desafiando las teorías existentes e inspirando el desarrollo de nuevos modelos. Su trabajo impulsó una extensa investigación sobre los superconductores a alta temperatura (HTS, por sus siglas en inglés), lo que llevó al eventual descubrimiento de materiales que muestran superconductividad a temperaturas aún más altas, hasta alrededor de 138 K bajo alta presión, y aún más cuando se dopan.
La importancia de su descubrimiento fue reconocida de inmediato, y Bednorz y Müller recibieron el Premio Nobel de Física en 1987. Este reconocimiento no solo celebró su contribución pionera, sino que también destacó el inmenso potencial de la superconductividad a alta temperatura para avanzar en la ciencia fundamental.

### Impacto en la ciencia de materiales
El descubrimiento dio lugar a una nueva frontera en la ciencia de materiales, centrada en el diseño y la síntesis de nuevos materiales superconductores. Los primeros superconductores a alta temperatura (HTS), particularmente los compuestos basados en cobre y óxido (cupratos), eran materiales mucho más difíciles de manipular que los superconductores tradicionales. Sin embargo, llevaron a avances significativos en:
- Ingeniería de materiales. Los investigadores comenzaron a explorar nuevas formas de sintetizar, estabilizar y manipular los superconductores a alta temperatura. El enfoque se trasladó a mejorar la estructura cristalina, las técnicas de dopaje y la formación de películas delgadas. Con el tiempo, se descubrieron nuevas familias de materiales HTS, como los superconductores a base de hierro, lo que amplió el panorama de materiales.

- Comprensión del papel de la mecánica cuántica. El descubrimiento llevó a investigaciones más profundas sobre el papel de la mecánica cuántica y el comportamiento de los electrones en estos materiales. Esto ha influido en otras áreas de la física de la materia condensada, como la computación cuántica, los materiales cuánticos y la espintrónica.

### Impacto tecnológico e industrial
Aunque los superconductores a alta temperatura aún no se utilizan ampliamente en aplicaciones cotidianas debido a desafíos como el costo del material, la fragilidad y la necesidad de refrigeración (por ejemplo, nitrógeno líquido), el descubrimiento ha allanado el camino para innovaciones tecnológicas futuras en varias industrias:
- Transmisión de energía y electricidad. Los superconductores a alta temperatura prometen avances significativos en la transmisión de energía. A diferencia de los cables de cobre convencionales, los cables superconductores pueden transportar electricidad sin pérdidas, lo que llevaría a redes eléctricas más eficientes. Los cables HTS podrían revolucionar la forma en que se transmite la energía eléctrica, reduciendo el derroche de energía y permitiendo redes de mayor capacidad. Ha habido esfuerzos para implementar sistemas de almacenamiento magnético de energía superconductora (SMES, por sus siglas en inglés), que almacenan y liberan energía de manera eficiente, ayudando a estabilizar la red eléctrica.[16]

- Levitación magnética y transporte. El desarrollo de materiales HTS ha tenido implicaciones profundas para la tecnología de levitación magnética (maglev). Los superconductores pueden generar campos magnéticos muy fuertes, los cuales, a su vez, pueden usarse para sistemas de transporte sin fricción. Los trenes maglev, que utilizan imanes superconductores para levitar y propulsar el tren, ofrecen el potencial de viajes de alta velocidad con menor consumo de energía y desgaste en la infraestructura.[17]

- Imágenes médicas (RMN). La superconductividad juega un papel crucial en las máquinas de resonancia magnética (RMN), que requieren campos magnéticos fuertes y estables. Aunque estos sistemas suelen usar superconductores de baja temperatura, los superconductores a alta temperatura podrían reducir significativamente los costos operativos de estos dispositivos, especialmente en cuanto a los requisitos de refrigeración.[17]

- Computación cuántica. Una de las aplicaciones más emocionantes de los HTS es en el ámbito de la computación cuántica. Se han propuesto materiales HTS para los bits cuánticos o qubits, las unidades fundamentales de información en una computadora cuántica. Los qubits superconductores pueden operar a temperaturas más altas que los qubits tradicionales, lo que haría que las computadoras cuánticas sean más prácticas y accesibles. Google, IBM y otras compañías líderes están explorando qubits superconductores para lograr la supremacía cuántica.

- Sensores de campos magnéticos. Los materiales superconductores también han dado lugar al desarrollo de dispositivos altamente sensibles como los SQUID (Dispositivos de Interferencia Cuántica Superconductora), que pueden medir campos magnéticos extremadamente débiles. Estos sensores tienen aplicaciones en diagnósticos médicos, geofísica e investigación científica.

### Desafíos y perspectivas futuras
A pesar del inmenso potencial, todavía existen desafíos significativos para los superconductores a alta temperatura:
- Calidad de los materiales y costo. Muchos materiales HTS son difíciles de fabricar y costosos. Para su uso comercial generalizado, debe haber mejoras en la escalabilidad y la asequibilidad de estos materiales. Los métodos de producción actuales solo pueden producir pequeñas cantidades de material con alta precisión.

- Requisitos de refrigeración. Aunque la "superconductividad a alta temperatura" se refiere a temperaturas mucho más altas que los superconductores tradicionales, los HTS aún requieren refrigeración (a menudo con nitrógeno líquido, que es relativamente barato). Lograr superconductividad a temperatura ambiente (o algo más cercano) sigue siendo una meta importante. Los avances en esta área tendrían efectos transformadores en todas las industrias mencionadas anteriormente.

- Fragilidad. Los materiales HTS, particularmente los cupratos, tienden a ser frágiles y difíciles de moldear en dispositivos prácticos. La investigación continua está trabajando para crear formas más flexibles y duraderas de HTS.